# Oreopsyche pulla
Oreopsyche pulla är en fjärilsart som beskrevs av Nikolaus Joseph Brahm 1790. Oreopsyche pulla ingår i släktet Oreopsyche och familjen säckspinnare. Inga underarter finns listade i Catalogue of Life.